# Јунија Клаудила
Јунија Клаудила (лат. Iunia Claudilla, умрла 34, 36. или 37. н. е.), такође позната као Јунија Клаудија (лат. Iunia Claudia), била је прва жена римског цара Калигуле. Били су у браку пре Калигулиног доласка на власт. Венчали су се у Анцијуму 33. н. е. Њен отац био је сенатор Марко Јуније Силан. Умрла је 34, 36, или 37. на порођају. Дете такође није преживело.